# 甘成公
甘成公（?—?），春秋时期甘国国君，王子带的后裔。在位时间大约在甘昭公之後、甘景公之前，甘平公的祖父。《左传》提到鲁昭公十二年（前530年）十月，甘悼公甘过将要去掉甘成公、甘景公的族人，甘成公、甘景公的族人买通刘献公杀害甘悼公，立甘成公之孙甘鳅为甘平公。至于成公的事迹，并未提及。一说成、景之族是周成王、周景王的族人。
| 前任： 甘昭公 | 甘国国君 — | 繼任： 甘景公 |